# Tadeusz Błażusiak
Tadeusz Błażusiak   (Nowy Targ, 26 d'abril de 1983), conegut també com a Taddy Blazusiak, és un pilot de trial i enduro polonès. Després d'haver debutat amb èxit en bicicleta competint en biketrial, de ben jove passà al trial en motocicleta, arribant a guanyar durant la seva carrera en aquesta disciplina 15 Campionats de Polònia (8 dels quals absoluts), dos d'Alemanya indoor i el Campionat d'Europa, que aconseguí amb una Gas Gas l'any 2004.

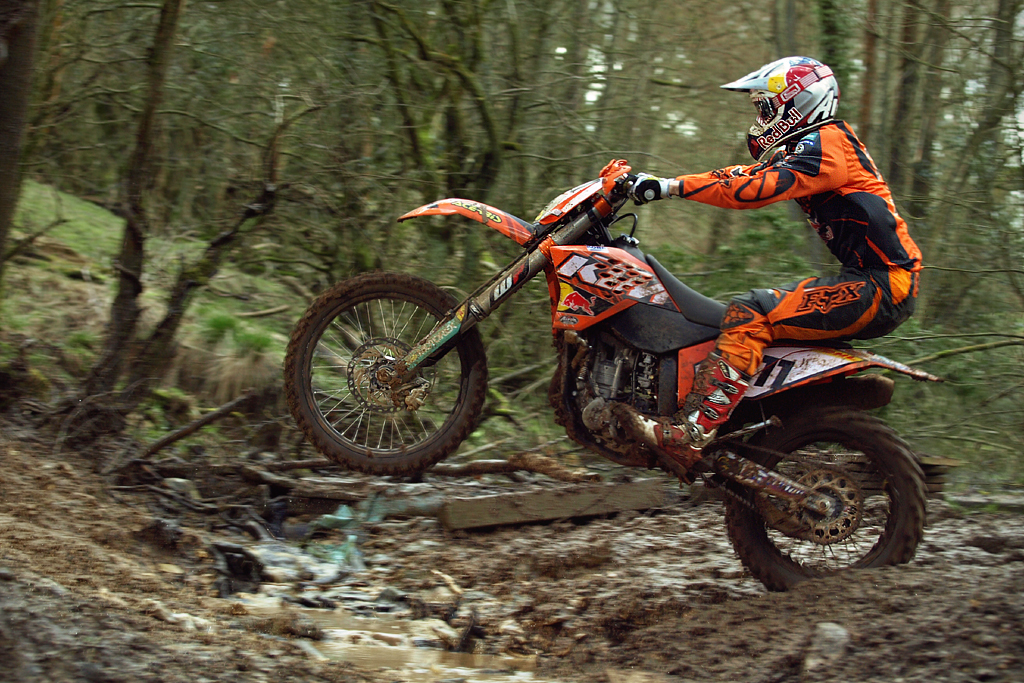
En una prova del Campionat britànic d'enduro el 2010

L'any 2007 va guanyar sorprenentment l'ErzbergRodeo, dura cursa de Hare Scramble que es corre a Estíria, Àustria, i des d'aleshores competeix com a pilot oficial de KTM en curses d'enduro i Hare Scramble. Durant aquests anys ha guanyat l'ErzbergRodeo ininterrompudament fins al 2011. A més a més, ha guanyat el Campionat del Món d'enduro indoor tres temporades consecutives (2010 a 2012).
Tot i que fa temps que ha deixat de córrer per a Gas Gas, Błażusiak segueix visitant sovint Catalunya, ja que s'entrena habitualment a les instal·lacions de l'escola d'enduro dels germans Xevi i Marc Puigdemont a Bescanó (Gironès). De fet, hi va tan sovint que ja el 2010 començà a cercar casa pels voltants. Actualment té dues residències fixes, l'una a Girona i l'altra a Andorra.

## Palmarès
A 1 de gener de 2013

### Trial
| Any          | Motocicleta  | C. del Món outdoor | C. del Món indoor | C. de Polònia                | C. d'Alemanya indoor | Altres          | Títols |
| ------------ | ------------ | ------------------ | ----------------- | ---------------------------- | -------------------- | --------------- | ------ |
| 1995         | ?            | -                  | -                 | 1r juvenil                   |                      |                 | 1      |
| 1996         | ?            | -                  | -                 | 1r juvenil                   |                      |                 | 1      |
| 1997         | ?            | -                  | -                 | 1r juvenil                   |                      |                 | 1      |
| 1998         | ?            | -                  | -                 | 1r juvenil i júnior          |                      |                 | 2      |
| 1999         | Sherco       | -                  | -                 | 1r juvenil, júnior i absolut |                      |                 | 3      |
| 2000         | Gas Gas      | -                  | -                 | 1r                           |                      |                 | 1      |
| 2001         | Gas Gas      | -                  | -                 | 1r                           |                      |                 | 1      |
| 2002         | Gas Gas      | 22è                | 13è               | 1r                           |                      |                 | 1      |
| 2003         | Gas Gas      | 26è                | 13è               | 1r                           | 1r                   |                 | 2      |
| 2004         | Gas Gas      | 11è                | 8è                |                              | 1r                   | Campió d'Europa | 2      |
| 2005         | Gas Gas      | 11è                | 8è                | 1r                           |                      |                 | 1      |
| 2006         | Scorpa       | 8è                 | 8è                | 1r                           |                      |                 | 1      |
| 2007         | Beta         | 19è                | 7è                | 1r                           |                      |                 | 1      |
| Total títols | Total títols | 0                  | 0                 | 15                           | 2                    | 1               | 18     |
|              |              |                    |                   | 17 estatals                  |                      |                 |        |

1. ↑  Al total de títols s'hi compten tots els campionats nacionals o internacionals guanyats

### Enduro
| Any             | Motocicleta     | C. del Món indoor | C. AMA EnduroCross | ErzbergRodeo | Títols |
| --------------- | --------------- | ----------------- | ------------------ | ------------ | ------ |
| 2007            | KTM             | -                 | -                  | 1r           | -      |
| 2008            | KTM             | 2n                | 2n                 | 1r           | -      |
| 2009            | KTM             | 2n                | 1r                 | 1r           | 1      |
| 2010            | KTM             | 1r                | 1r                 | 1r           | 2      |
| 2011            | KTM             | 1r                | 1r                 | 1r           | 2      |
| 2012            | KTM             | 1r                | 1r                 |              | 2      |
| Total victòries | Total victòries |                   |                    | 5            |        |
| Total títols    | Total títols    | 3                 | 4                  |              | 7      |

Notes
1. ↑  Al total de títols s'hi compten tots els campionats estatals o internacionals guanyats
2. ↑  Al total de victòries s'hi compten totes les aconseguides a l'ErzbergRodeo